# Marc Stéphane
Œuvres principales
- Ceux du trimard
- La Cité des fous

Marc Stéphane, de son vrai nom Marc Richard, est un écrivain et éditeur français né le 2 août 1870 à Saint-Étienne (Loire) et mort à Saint-Rémy-des-Landes (Manche), le 6 mars 1944.

## Biographie
Ses parents Mathieu Richard et Catherine Arnaud tenaient une droguerie rue de la Comédie à Saint-Étienne. Marc Stéphane était l'ainé de trois puinés : Claudine, Marie et Pierre.
Après le décès de son père en 1878, ne supportant plus la tyrannie maternelle, Marc Stéphane se fait émanciper, touche sa part d'héritage et quitte alors sa famille. Selon ses dires, il parcourt alors la France à pied, devenant un authentique chemineau parmi les coureurs de routes, dromomanes et autres trimardeurs, glanant çà et là expressions, anecdotes, légendes et figures qui lui serviront. Toutefois, la documentation administrative consigne une autre version de son parcours, sensiblement moins bohème. Il est en effet enregistré en qualité de clerc de notaire lorsqu'il signe un engagement volontaire en octobre 1890. Il sert trois ans au sein du 131e régiment d'infanterie. Rendu à la vie civile en septembre 1893, il fixe son domicile à Paris en juillet 1894.
Marc Stéphane publie à compte d'auteur dès 1891 à Paris un recueil de poèmes baptisé À toute volée. En 1894, il décrit dans un roman autobiographique sa courte expérience d'écrivain malchanceux et mal servi : L'Arriviste. Le livre est dédié «à Mme Vautier, exquise amie, ces pages de colère et de foi où elle a mis tout son grand cœur» ; la 4e de couverture indique que l'auteur a l'intention de publier une Fanny-la-Mouche et une Forêt des Légendes, annonçant ses glanages de chemineau.
Le 13 mars 1900 Marc Stéphane épouse à la mairie du XVe arrondissement une certaine Madeleine Mazet. Le couple s'installe au 91 rue Perronet à Neuilly-sur-Seine. D'après René-Louis Doyon, premier biographe de Marc Stéphane, une fille (qui décédera en couches vers la trentaine), serait née de cette union.
À Neuilly, Marc Stéphane - qui déclare dans son acte de mariage exercer la profession d'« homme de lettres » - démarre à l'enseigne du « Cabinet du Pamphlétaire », une activité d'auteur-éditeur, soutenu par René Liot, libraire à Paris quartier St-Lazare, qui cofinancera certaines publications. Marc Stéphane lance une revue sous forme de plaquette : Aphorismes, Boutades et Cris de Révolte, dans laquelle il épanche avec violence, une misanthropie, une haine de la société et des lois, de la politique, de la vie littéraire, dans des propos pédants devenus de nos jours particulièrement abscons. Marc Stéphane avait imprimé vers 1894 lors du Procès des Trente une plaquette Pour Jean Grave réclamant la libération du journaliste libertaire. Ce dernier note dans ses mémoires : « J'avais fait la connaissance à ma sortie d'un jeune littérateur en herbe inconnu jusque-là - Marc Stéphane - qui me promit sa collaboration à la “Révolte” dans le cadre d'une association de réclame mutuelle ! Cela nous donnait la mesure de la sincérité du bonhomme. Puis Stéphane m'écrivit de ne pas compter sur lui comme collaborateur. Notre journal était trop doctrinaire. Il ne le lisait pas du reste. » L'anecdote est révélatrice et c'est donc avec beaucoup de circonspection qu'on oserait classer Marc Stéphane parmi les auteurs anarchistes.
De son expérience de morphinomane, Marc Stéphane tirera en 1900 Fleurs de morphine, puis, si l'on en croit Doyon, La Cité des Fous (Souvenirs de Sainte-Anne) en 1905.
En octobre 1901, il est condamné  à deux ans de prison pour vols à Amiens. Trois ans plus tard, il est réformé pour « aliénation mentale ». 
Il n'en est pas moins rappelé sous les drapeaux par la mobilisation générale en septembre 1914. D'abord incorporé au 104e régiment d'infanterie, il est versé dans les rangs du 19e bataillon de chasseurs à pied et promu caporal en mars 1915. Il fait partie des chasseurs qui défendent le Bois des Caures sous les ordres du lieutenant-colonel Driant lors du déclenchement de la bataille de Verdun. Porté disparu lors des combats le 22 février 1916, le caporal Marc Richard est ensuite signalé comme prisonnier de guerre au camp de Crossen-sur-l'Oder. Après la guerre, Marc Stéphane publie en 1929 le témoignage de son vécu de ces heures intenses dans un livre intitulé Verdun : Ma dernière Relève au Bois des Caures (18-22 février 1916, Souvenirs d'un Chasseur de Driant).

## Œuvres
- À toute volée, A. Savine, éditeur, Paris 1891.
- Sous le ciel, L. Grasillier successeur d'A. Savine éditeur, Paris 1894.
- Pour Jean Grave, Editions Vautier, Paris 1895.
- Savants Devis et Joyeux Rythmes d’un Buveur de Soleil, 1894.
- L'Arriviste, imprimerie Davy, Paris 1895.
- Fleurs de morphine, 1900.
- Aphorismes, boutades et propos subversifs d’un désillusionné, Cabinet du Pamphlétaire, Neuilly-sur-Seine, à partir de 1904 jusqu'à 1910. L'intitulé de cette plaquette varie suivant les livraisons : Aphorismes, boutades et cris de révolte../.. et propos subversifs d'un ennemi du peuple et des lois.
- La Cité des fous, Ed. Cabinet du Pamphlétaire (Parc de Neuilly), 1905. Réédité en 1929 (Grasset) et en 2020 (L'Arbre Vengeur)
- Publication des Mémoires d'un Camisard restitués, annotés et publiés par Marc Stéphane : Les Dragonnades, Les Petits Prophètes des Cévennes, Les Forçats de la Doctrine, La Bête du Gévaudan, Cabinet du Pamphlétaire, Neuilly 1906. Mention d'édition complète en 1 volume.
- Echec à la Loi, lettre ouverte à Monsieur le Procureur Général du Parquet de la Seine, Cabinet du Pamphlétaire, Neuilly 1907.
- Contes affronteurs, Cabinet du Pamphlétaire/René Liot éditeurs, Paris 1910.
- Publication du 1er volume de "L'Epopée Camisarde" suite des mémoires d'un Camisard, intitulé Le Roy du Languedoc, Cabinet du Pamphlétaire, Neuilly 1907.
- Ceux du Trimard, Ed. Cabinet du Pamphlétaire (Paris-Neuilly), 1928. Réédité par Grasset la même année, puis par les Éditions de La Butte aux Caille (Jean-Claude Muet directeur) en 1983 et par L'Arbre Vengeur (Eric Dussert directeur de collection « L'Alambic ») en 2012.
- Verdun : Ma dernière Relève au Bois des Caures (18-22 février 1916, Souvenirs d'un Chasseur de Driant), Ed. Cabinet du Pamphlétaire (Paris-Neuilly), 1929 ; réédition en 2007 avec une préface d’Éric Dussert (Italiques) ; nouvelle réédition en 2023 (D'un Autre Ailleurs éditions).
- Contes Ingénus : Bignauzet, L'Aventure Merveilleuse de M'zélotte & du Seigneur Plouf, Ed. Cabinet du Pamphlétaire/Librairie Liot, Paris 1930.
- Sirènes de Cambrousse et Margots des Bois, Ed. de la Nouvelle Revue Critique (Grasset), 1930.
- Un drame affreux chez les Tranquilles, L'Arbre vengeur, 2008, coll. "L'Alambic" (édition à part du texte issu des Contes affronteurs).